# 石佛院造像
30°14′01″N 120°09′49″E / 30.23361°N 120.16361°E
石佛院造像位于中国浙江省杭州市上城区紫阳街道紫阳山南麓，1992年被列为杭州市文物保护单位。
石佛院原称仁王讲寺，寺已毁，现存造像三龛五尊：中为西方三圣立像，阿弥陀佛居中，观世音菩萨和大势至菩萨分侍左右，两侧为智者大师和行修大师。

## 图片
- 全景
- 左龛为智者大师
- 中龛为西方三圣
- 右龛为行修大师